# Piotrowice koło Karwiny
Piotrowice koło Karwiny (cz. Petrovice u Karvinéⓘ, niem. Petrowitz bei Freistadt) – wieś gminna i gmina w kraju morawsko-śląskim, w powiecie Karwina w Czechach, w historycznych granicach regionu Śląska Cieszyńskiego. Jest to druga pod względem liczby mieszkańców gmina w kraju bez praw miejskich (jako miasteczko lub miasto). Przez gminę przepływa rzeka Pietrówka, która na jej obszarze uchodzi do Olzy. Na zachodzie sąsiaduje z Dziećmorowicami, na południu z Karwiną, a na wschodzie i północy z Polską.

## Podział administracyjny
Gmina Piotrowice koło Karwiny składa się z czterech części i gmin katastralnych:
- Piotrowice koło Karwiny – położona w centralnej części gminy, na Wysoczyźnie Kończyckiej, ma powierzchnię 882,89 ha[2] (43,1% obszaru całej gminy). W 2001 mieszkało tu 1993 z 4517 osób zamieszkujących całą gminę[3].
- Marklowice Dolne (cz. Dolní Marklovice) – położona we wschodniej części, na Wysoczyźnie Kończyckiej, ma powierzchnię 493,43 ha[4] (24,1% obszaru gminy). W 2001 mieszkało tu 1371 osób[3].
- Pierstna (cz. Prstná) – położona w północnej części gminy, na Płaskowyżu Rybnickim, ma powierzchnię 366,56 ha[5] (17,9% obszaru gminy). W 2001 mieszkało tu 419 osób[3].
- Zawada (cz. Závada), gm. katastralna Závada nad Olší (Zawada nad Olzą) – położona w zachodniej części gminy, na Wysoczyźnie Kończyckiej, ma powierzchnię 304,11 ha[6] (14,9% obszaru gminy). W 2001 mieszkało tu 734 osoby[3].

## Historia
Miejscowość po raz pierwszy wzmiankowana w 1335 roku, w sprawozdaniu z poboru świętopietrza diecezji wrocławskiej na rzecz Watykanu sporządzonego przez nuncjusza papieskiego Galharda z Cahors wśród 10 parafii archiprezbiteratu w Cieszynie jako villa Petri (należy odrzucić datację pierwszej wzmianki na 1305 roku, gdyż w Liber fundationis episcopatus Vratislaviensis w okolicy nie występuje wieś o nazwie Petri villa). Wieś politycznie znajdowała się wówczas w granicach piastowskiego księstwa cieszyńskiego, będącego od 1327 lennem Królestwa Czech, a od 1526 roku w wyniku objęcia tronu czeskiego przez Habsburgów wraz z regionem aż do 1918 roku w monarchii Habsburgów (potocznie Austrii).
Miejscowa parafia katolicka pw. św. Marcina Biskupa i Wyznawcy musiała więc powstać przed 1335. Została ponownie wymieniona w podobnym spisie sporządzonym przez archidiakona opolskiego Mikołaja Wolffa w 1447 pod nazwą Petirsdorff.
W 1855 w Piotrowicach powstała stacja kolejowa na linii Kolei Północnej. W 1869 roku miejscowość liczy 903 mieszkańców.
Według austriackiego spisu ludności z 1910 miejscowości Piotrowice miały 1444 mieszkańców, z czego 1408 było zameldowanych na stałe, 1257 (89,3%) było polsko-, 115 (8,2%) niemiecko- a 36 (2,5%) czeskojęzycznymi, 1410 (97,6%) było katolikami, 20 (1,4%) ewangelikami a 14 (1%) wyznawcami judaizmu.
W 1920 miejscowość znalazła się w granicach Czechosłowacji jako Petrovice, w latach 1938–1939 w granicach Polski (Zaolzie). W czasie kampanii wrześniowej zajęta przez wojska niemieckie i włączona do III Rzeszy. Wieś została zajęta przez Armię Czerwoną w 1945 roku i ponownie wróciła w granice Czechosłowacji. W 1952 połączono ją z Marklowicami Dolnymi, Pierstną i Zawadą i przemianowano na Piotrowice koło Karwiny.

## Ludność
Według austriackiego spisu ludności z 1910 miejscowości Piotrowice (Piotrowice koło Karwiny), Marklowice Dolne, Piersna i Zawada miały łącznie 3696 mieszkańców, z czego 3516 było zameldowanych na stałe, 3311 (94,2%) było polsko-, 148 (4,2%) niemiecko- a 57 (1,6%) czeskojęzycznymi, 3618 (97,9%) było katolikami, 36 (1%) ewangelikami, 4 (0,1%) kalwinistami, 36 (1%) wyznawcami judaizmu, zaś 2 osoby były innej religii lub wyznania.
W 2001 roku 16,2% populacji gminy stanowili Polacy, kolejnymi pod względem wielkości mniejszościami byli Słowacy (3%), potem Ślązacy (1,1%) i Morawianie (0,4%).

## Transport
W miejscowości znajduje się graniczna stacja kolejowa Petrovice u Karviné.

## Architektura

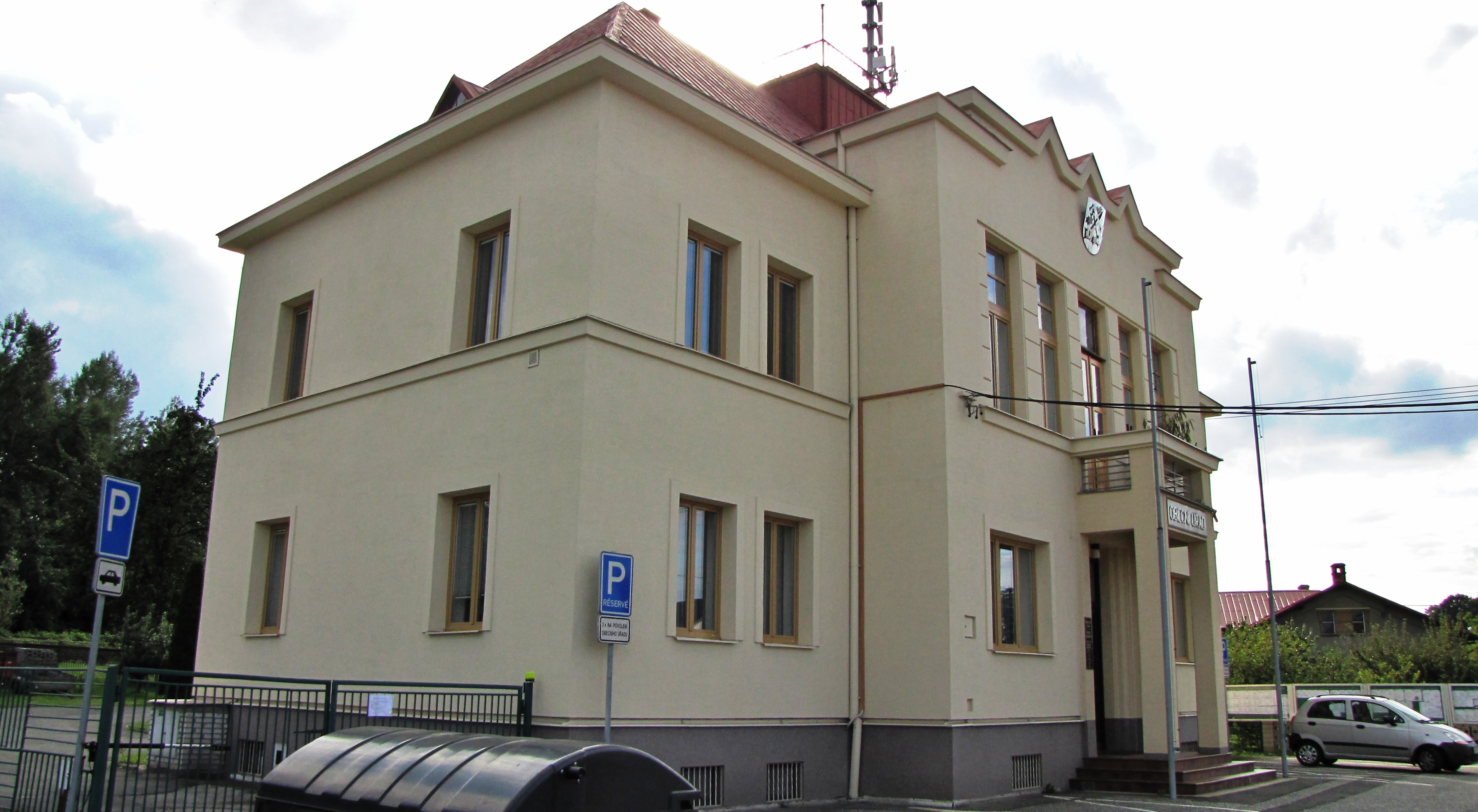
Siedziba urzędu gminy

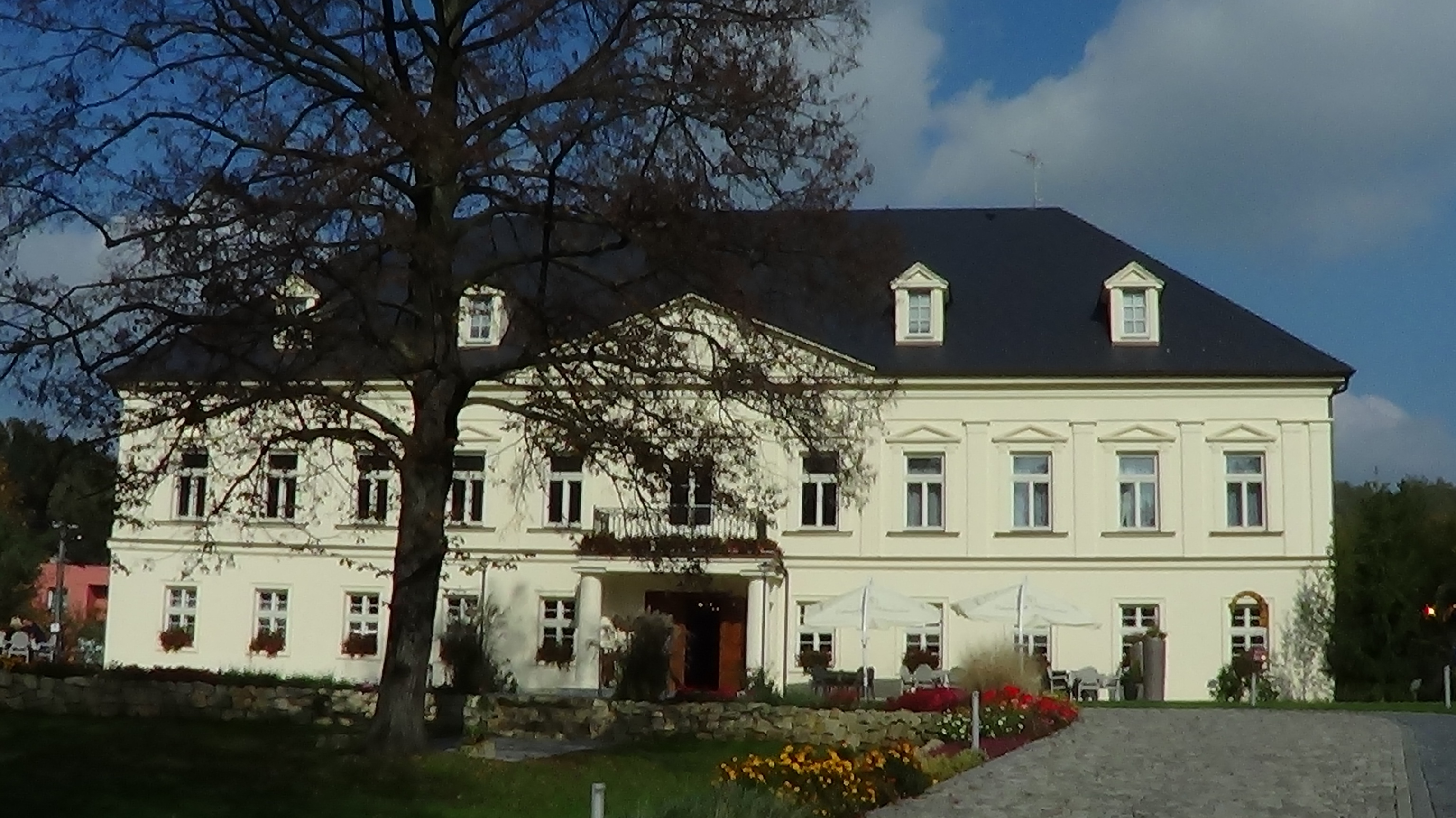
Pałacyk Marii Luizy hr. Larisch

### Zabytki w gminie
- Grupa posągów Piety
- kościół św. Marcina z 1789 roku (Petrovice)
- krzyż kamienny z 1858 roku (Petrovice)
- kaplica św. Jana Nepomucena z 1862 roku (Závada)
- pomnik czechosłowackich pilotów (Závada)
- drewniany kościół pw. Wniebowstąpienia Pańskiego z 1739 roku (Dolní Marklovice)
- pomnik św. Wacława z 1929 roku (Dolní Marklovice)

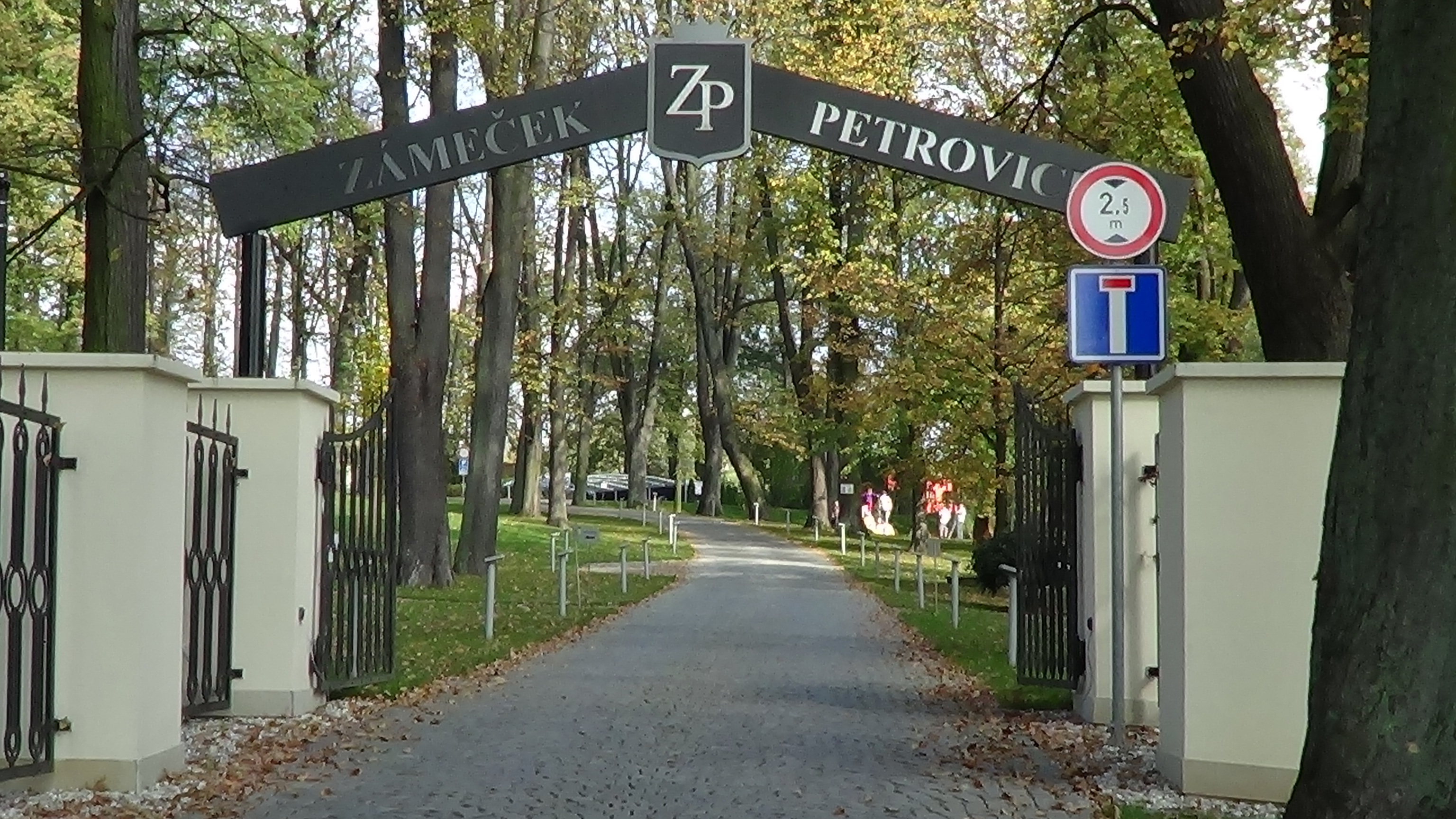
Zameczek Petrovice - brama wjazdowa

- pałacyk Marii Luizy hr. Larisch[13]

## Kultura

### KołoPZKO

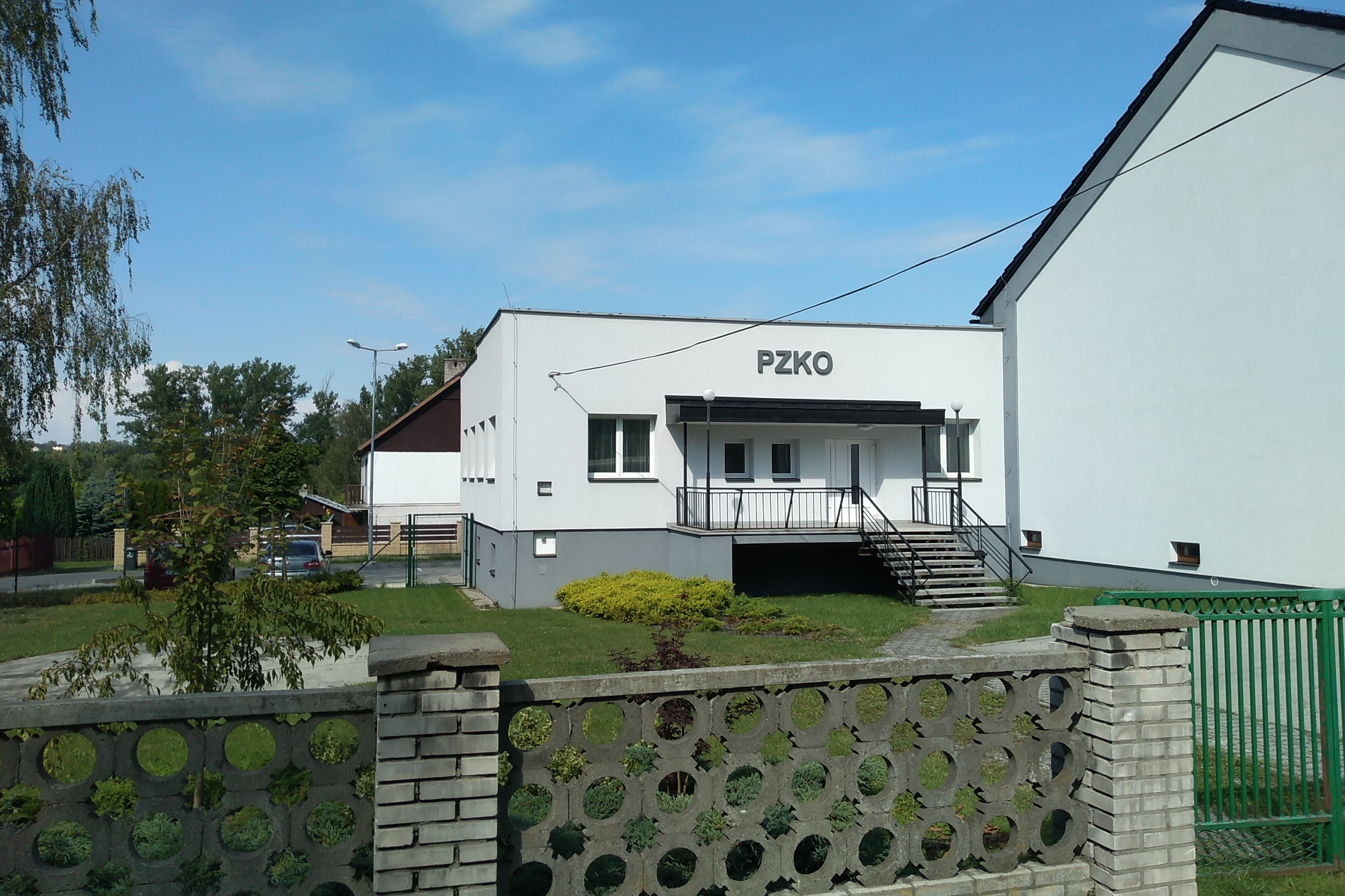
Siedziba PZKO

Miejscowe Koło Polskiego Związku Kulturalno-Oświatowego zostało założone 27 listopada 1947, a jego pierwszym prezesem został Erwin Hołek. Koło posiadało trzy sekcje (teatralną, sportową i śpiewaczą) i prowadziło działalność w sali karczmy „Urbańczykówka”, a od 1951 w budynku tzw. „Tirasówki” (rozebranym w 2015). W ramach koła działał też chór mieszany „Hejnał” i kierowany przez Leona Janiurka chór męski „Zgoda”. Od 1966 roku PZKO mieściło się w drewnianym baraku dawnej fabryki chemicznej i przylegającym do niego parku, budynek i park już nie istnieją. Uroczyste otwarcie dzisiejszego Domu PZKO w centrum wsi odbyło się 16 października 1976. Jest on własnością wsi Piotrowice koło Karwiny.

## Turystyka
Przez miejscowość przechodzą trasy rowerowe:
- "Szlak Zamków nad Piotrówką" – Kończyce Wielkie – Kończyce Małe – Zebrzydowice – Marklowice Górne – Marklowice Dolne – Pierstna – Piotrowice koło Karwiny – Skrbeńsko – Gołkowice (25 km)
- trasa rowerowa gminy Piotrowice koło Karwiny (8,6 km)
- czeska trasa rowerowa nr 6097 – Marklowice Dolne – Karwina – Olbrachcice (18 km)
- Żelazny Szlak Rowerowy (43 km)